# Grimpar de Perrot
Hylexetastes perrotii
Espèce
Synonymes
- Dendrocolaptes perrotii Lafresnaye, 1844[1]

Statut de conservation UICN

 LC  : Préoccupation mineure
Le Grimpar de Perrot (Hylexetastes perrotii) est une espèce d'oiseaux de la famille des Furnariidae. Son aire s'étend à travers le plateau des Guyanes et l'Est de l'Amazonie.

## Systématique
L'espèce Hylexetastes perrotii a été décrite pour la première fois en 1844 par l'ornithologue français Frédéric de Lafresnaye (1783-1861) sous le protonyme Dendrocolaptes perrotii,.

## Description
Dans sa description de 1884, l'auteur indique que cet oiseau mesure environ 25 cm de longueur totale.

## Étymologie
Son épithète spécifique, perrotii, lui a été donnée en l'honneur de M. Perrot, alors préparateur au Muséum national d'histoire naturelle à Paris.

## Publication originale
- (fr + la) de Lafresnaye, « Nouvelles espèces d'oiseaux de Colombie », Revue zoologique, Paris, Inconnu, vol. 1844,‎ mars 1844, p. 80-83 (ISSN 1259-6493 et 2419-4816, lire en ligne).